# Macaca nigrescens
Il macaco di Gorontalo (Macaca nigrescens Temminck, 1849) è un mammifero primate appartenente alla famiglia Cercopithecidae. A volte è considerato una sottospecie del cinopiteco (Macaca nigra)

## Descrizione
Sia il corpo sia il muso glabro sono neri. È provvisto di tasche guanciali per conservare il cibo. La coda è ridotta ad un corto troncone.

## Biologia
L'attività è diurna ed è svolta sia sugli alberi sia al suolo. Vive in gruppi con diversi adulti, maschi e femmine, e cuccioli, per un totale che può arrivare a 60 individui. Usa sistemi di comunicazione sia vocali sia gestuali.
La dieta consiste soprattutto in frutta, ma comprende anche germogli, altri alimenti vegetali e insetti.

## Distribuzione e habitat

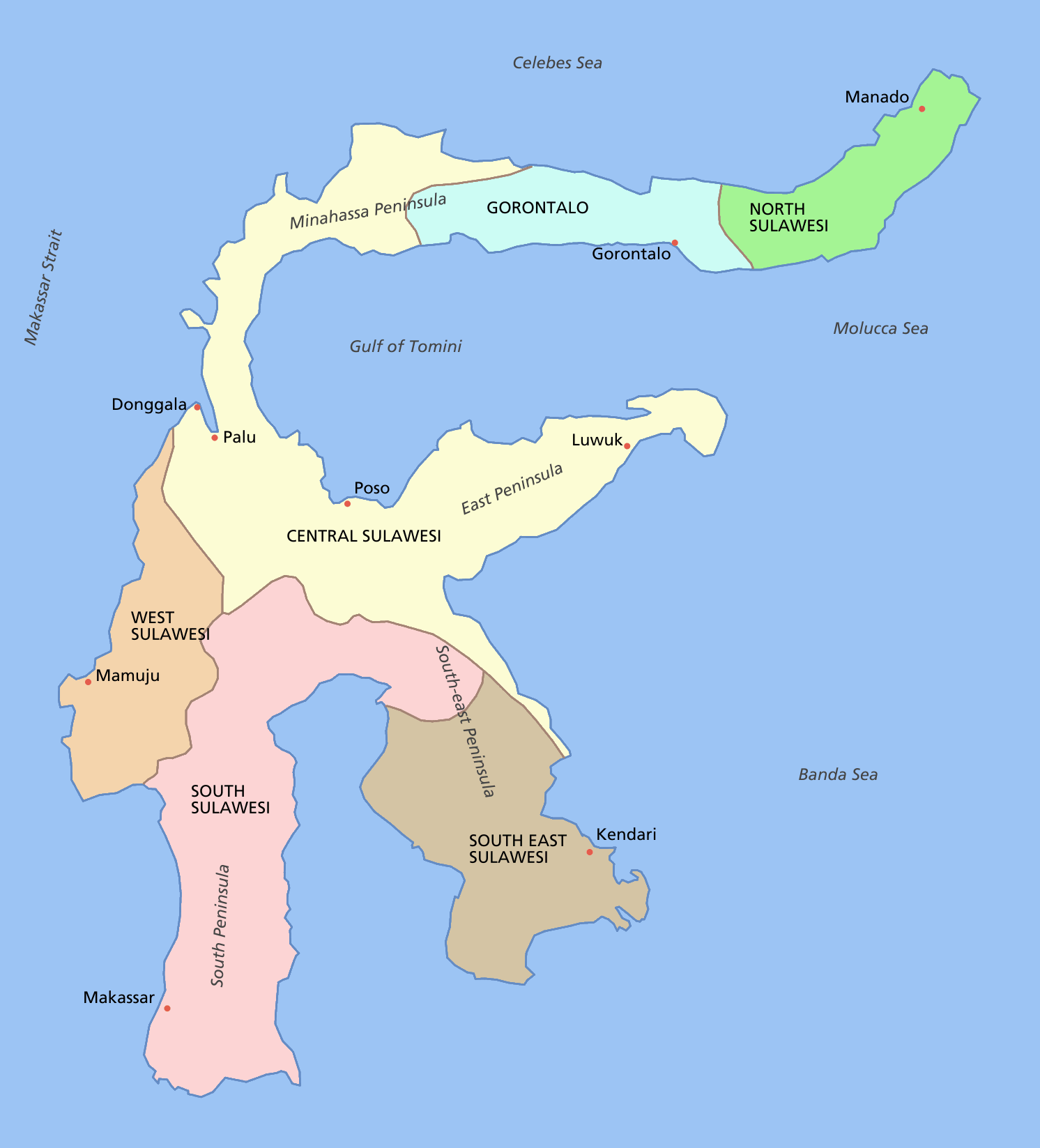
l’isola di Sulawesi (ex Celebes) e la provincia di Gorontalo

La specie è endemica dell'isola Sulawesi. Più precisamente l'areale è contenuto nella provincia di Gorontalo, nella parte centrale della penisola settentrionale dell'isola.
L'habitat è la foresta pluviale.

## Conservazione
Nonostante la progressiva distruzione dell'habitat il rischio di estinzione della specie è basso se confrontato con quello degli altri primati endemici dell'isola di Sulawesi.